# Arduix
Arduix és una entitat de població del municipi de les Valls de Valira, a la comarca de l'Alt Urgell.
El llogaret se situa a l'inici del barranc d'Arduix, molt a prop de la frontera amb Andorra, al nord-oest del terme municipal. Un branc prop de la Farga de Moles és la seva principal via de comunicació.
Destaca l'esglesiola, depenent de la parròquia d'Argolell, que actualment és santuari de la Mare de Déu d'Arduix.